# Liste des municipalités du Brésil

Carte des municipalités du Brésil

Cet article dresse une liste des 5 570 municipalités du Brésil, par État et par ordre alphabétique :
- Liste des municipalités de l'Acre
- Liste des municipalités de l'Alagoas
- Liste des municipalités de l'Amapá
- Liste des municipalités de l'Amazonas
- Liste des municipalités de Bahia
- Liste des municipalités du Ceará
- Liste des municipalités du District Fédéral
- Liste des municipalités de l'Espírito Santo
- Liste des municipalités du Goiás
- Liste des municipalités du Maranhão
- Liste des municipalités du Mato Grosso
- Liste des municipalités du Mato Grosso do Sul
- Liste des municipalités du Minas Gerais
- Liste des municipalités du Pará
- Liste des municipalités de la Paraíba
- Liste des municipalités du Paraná
- Liste des municipalités du Pernambouc
- Liste des municipalités du Piauí
- Liste des municipalités du Rio Grande do Norte
- Liste des municipalités du Rio Grande do Sul
- Liste des municipalités de l'État de Rio de Janeiro
- Liste des municipalités du Rondônia
- Liste des municipalités du Roraima
- Liste des municipalités de Santa Catarina
- Liste des municipalités de l'État de São Paulo
- Liste des municipalités du Sergipe
- Liste des municipalités du Tocantins